# Liste der Baudenkmale in Hollenstedt
In der Liste der Baudenkmale in Hollenstedt sind alle Baudenkmale der niedersächsischen Gemeinde Hollenstedt aufgelistet. Die Quelle der Baudenkmale ist der Denkmalatlas Niedersachsen. Der Stand der Liste ist der 29. November 2021.

## Allgemein
In den Spalten befinden sich folgende Informationen:
- Lage: die Adresse des Baudenkmales und die geographischen Koordinaten. Kartenansicht, um Koordinaten zu setzen. In der Kartenansicht sind Baudenkmale ohne Koordinaten mit einem roten Marker dargestellt und können in der Karte gesetzt werden. Baudenkmale ohne Bild sind mit einem blauen Marker gekennzeichnet, Baudenkmale mit Bild mit einem grünen Marker.
- Bezeichnung: Bezeichnung des Baudenkmales
- Beschreibung: die Beschreibung des Baudenkmales. Unter § 3 Abs. 2 NDSchG werden Einzeldenkmale und unter § 3 Abs. 3 NDSchG Gruppen baulicher Anlagen und deren Bestandteile ausgewiesen.
- ID: die Objekt-ID des Baudenkmales
- Bild: ein Bild des Baudenkmales, ggf. zusätzlich mit einem Link zu weiteren Fotos des Baudenkmals im Medienarchiv Wikimedia Commons. Wenn man auf das Kamerasymbol klickt, können Fotos zu Baudenkmalen aus dieser Liste hochgeladen werden:

## Hollenstedt

### Gruppe: Hofanlage Alte Dorfstraße 3
Die Gruppe „Hofanlage Alte Dorfstraße 3“ hat die ID 26969281.

| Lage                                           | Bezeichnung               | Beschreibung | ID       | Bild |
| ---------------------------------------------- | ------------------------- | ------------ | -------- | ---- |
| Alte Dorfstraße 3 53° 22′ 2″ N, 9° 42′ 48″ O   | Wohn-/ Wirtschaftsgebäude |              | 26951951 |      |
| Alte Dorfstraße 3 A 53° 22′ 2″ N, 9° 42′ 47″ O | Scheune                   |              | 26952271 |      |

### Gruppe: Kirche und Glockenturm Am Markt
Die Gruppe „Kirche und Glockenturm Am Markt“ hat die ID 26969290.

| Lage                                 | Bezeichnung | Beschreibung | ID       | Bild |
| ------------------------------------ | ----------- | ------------ | -------- | ---- |
| Am Markt 5 53° 22′ 2″ N, 9° 43′ 2″ O | Kirche      |              | 26952225 |      |
| Am Markt 5 53° 22′ 2″ N, 9° 43′ 2″ O | Glockenturm |              | 26952208 |      |
| Am Markt 5 53° 22′ 2″ N, 9° 43′ 3″ O | Küsterhaus  |              | 26952056 |      |
| Am Markt 5 53° 22′ 1″ N, 9° 43′ 2″ O | Torhaus     |              | 26952118 |      |

### Einzelbaudenkmale
| Lage                                                | Bezeichnung                        | Beschreibung | ID       | Bild |
| --------------------------------------------------- | ---------------------------------- | --- | -------- | ---- |
| DB 1300 Km 80-85 53° 21′ 40″ N, 9° 42′ 56″ O        | Gewölbebrücke, Am Glockenberg      | | 26970689 |      |
| DB 1300 Km 80-85 53° 21′ 40″ N, 9° 42′ 56″ O        | Gewölbebrücke                      | Eisenbahnbrücke über die Este zur Wegüberquerung. Eingleisige Gewölbebrücke (Gleis fehlt) mit 3 Öffnugnen. Erbaut: 1902. Bogenbrücke mit Halbkreisgewölben, roter Ziegelbau. Geländer aus geschraubten Winkelstahlprofilen über Sandsteinbord. | 51338243 |      |
| DB 1300 Km 80-85 53° 21′ 36″ N, 9° 43′ 5″ O         | Gewölbebrücke, über Wirtschaftsweg | | 26970679 |      |
| Auf der Loge 2 53° 22′ 11″ N, 9° 43′ 10″ O          | Pfarrwitwenhaus                    | | 38838330 |      |
| Hauptstraße 2 53° 22′ 1″ N, 9° 42′ 55″ O            | Bauernhaus                         | | 26952041 |      |
| Wohlesbosteler Straße 5 53° 22′ 4″ N, 9° 42′ 37″ O  | Wohnhaus                           | | 26952011 |      |
| Breitensteiner Allee 33 53° 22′ 10″ N, 9° 43′ 21″ O | Bauernhaus                         | | 26952301 |      |
| Breitensteiner Allee 33 53° 22′ 10″ N, 9° 43′ 21″ O | Scheune                            | | 26952316 |      |

## Emmen

### Einzelbaudenkmale
| Lage                                       | Bezeichnung   | Beschreibung | ID       | Bild |
| ------------------------------------------ | ------------- | ------------ | -------- | ---- |
| Koppelweg 10 A 53° 23′ 17″ N, 9° 42′ 18″ O | Häuslingshaus |              | 26952178 |      |

## Ochtmannsbruch

### Gruppe: Hofanlage Ochtmannsbruch Kampweg 2
Die Gruppe „Hofanlage Ochtmannsbruch Kampweg 2“ hat die ID 26969317.

| Lage                                   | Bezeichnung   | Beschreibung | ID       | Bild |
| -------------------------------------- | ------------- | ------------ | -------- | ---- |
| Kampweg 2 53° 20′ 36″ N, 9° 41′ 27″ O  | Bauernhaus    |              | 26952442 | BW   |
| Kampweg 2 53° 20′ 36″ N, 9° 41′ 26″ O  | Wagenschauer  |              | 26952474 | BW   |
| Kampweg 2a 53° 20′ 37″ N, 9° 41′ 25″ O | Häuslingshaus |              | 26952458 | BW   |

### Einzelbaudenkmale
| Lage                                       | Bezeichnung               | Beschreibung | ID       | Bild |
| ------------------------------------------ | ------------------------- | ------------ | -------- | ---- |
| Am Gehölz 1 53° 20′ 40″ N, 9° 41′ 24″ O    | Häuslingshaus             |              | 26951996 | BW   |
| Dohrener Weg 1 53° 20′ 34″ N, 9° 41′ 35″ O | Bauernhaus                |              | 26951981 | BW   |
| Krähenhop 5 53° 20′ 36″ N, 9° 41′ 32″ O    | Wirtschaftsgebäude        |              | 26970669 | BW   |
| Krähenhop 53° 20′ 26″ N, 9° 41′ 13″ O      | Straßenpflaster/ -führung |              | 39580111 | BW   |

## Staersbeck

### Einzelbaudenkmale
| Lage                                          | Bezeichnung                       | Beschreibung | ID       | Bild |
| --------------------------------------------- | --------------------------------- | ------------ | -------- | ---- |
| DB 1300 Km ca. 75 53° 23′ 11″ N, 9° 40′ 48″ O | Gewölbebrücke, über WL Staersbach |              | 26970684 |      |

## Wohlesbostel

### Gruppe: Hofanlage Lange Straße 2
Die Gruppe „Hofanlage Lange Straße 2“ hat die ID 26969326.

| Lage                                       | Bezeichnung | Beschreibung | ID       | Bild |
| ------------------------------------------ | ----------- | ------------ | -------- | ---- |
| Lange Straße 2 53° 22′ 49″ N, 9° 41′ 11″ O | Bauernhaus  |              | 26952490 |      |
| Lange Straße 2 53° 22′ 48″ N, 9° 41′ 12″ O | Scheune     |              | 26952506 |      |
| Lange Straße 2 53° 22′ 48″ N, 9° 41′ 12″ O | Scheune     |              | 26952522 |      |

### Einzelbaudenkmale
| Lage                                      | Bezeichnung | Beschreibung | ID       | Bild |
| ----------------------------------------- | ----------- | ------------ | -------- | ---- |
| Lange Straße 8 53° 22′ 56″ N, 9° 41′ 6″ O | Bauernhaus  |              | 26952073 | BW   |